# Onomástica japonesa
En la onomástica japonesa moderna, los nombres se componen solo de un nombre de familia o apellido, seguido por un nombre propio. Esto sigue el patrón utilizado en el sistema de nombres personales de otros idiomas de Asia oriental, como el chino, coreano, vietnamita y tailandés. No existe uso del segundo nombre en Japón, al menos no en el sentido occidental, donde se diferencia claramente del nombre propio. Según el nivel de respeto apropiado para la conversación, tras el nombre es común emplear honoríficos como -san (さん?), similar a «señor» o «señora», o -sensei (先生?), similar a «doctor» o «profesor», entre muchos otros.
Los nombres propios japoneses se escriben casi siempre en kanji. El gobierno japonés determina los kanji que pueden emplearse en los nombres mediante una lista de caracteres permitidos, denominados jinmeiyō kanji (人名用漢字?  tdl. ‘kanji para uso en nombres’).
Los apellidos japoneses se escriben siempre en kanji y preceden siempre al nombre. A modo de evitar confusión, se tiene la costumbre de cambiar el orden colocando primero el nombre, práctica que se lleva a cabo tanto en occidente como en Japón al escribir los nombres en rōmaji.

## Apellidos más comunes
Entre los apellidos comunes en Japón se encuentran Sato (佐藤 Satō?), Kato (加藤 Katō?), Suzuki (鈴木?) y Takahashi (高橋?). Según estimaciones de Niwa Motoji, existen alrededor de 300 000 apellidos japoneses. La frecuencia de uso de los apellidos diverge de región en región; por ejemplo, en Okinawa son frecuentes los apellidos Tamagusuku (玉城?), Higa (比嘉?), Uchima (内間?) y Shimabukuro (島袋?).
Muchos apellidos japoneses provienen de características del paisaje rural; por ejemplo Ishikawa (石川?) significa «río pedregoso», Yamamoto (山本?) significa «la base de la montaña» e Inoue (井上?) significa «sobre el pozo». Aunque los kanji que componen un apellido suelen tener un significado, lo común es que no se traduzcan.
Los apellidos más comunes en Japón son:
- 1. 佐藤 Satō
- 2. 鈴木 Suzuki
- 3. 高橋 Takahashi
- 4. 田中 Tanaka
- 5. 渡辺 Watanabe
- 6. 伊藤 Ito
- 7. 山本 Yamamoto

## Nombres propios
Los nombres propios cuentan con una mayor diversidad en la pronunciación y el uso de caracteres. Los nombres masculinos generalmente terminan en -rō (郎 «hijo», aunque también 朗 «claro», «brillante») o -ta (太 «grande», «robusto»), o contienen ichi (一 «uno», en referencia al primer hijo), kazu (también escrito con 一, junto a varios otros caracteres posibles), ji (二 «segundo (hijo)» o 次 «siguiente») o dai (大 «grande»); mientras que los nombres femeninos generalmente terminan en -ko (子 «niña») o -mi (美 «belleza»). Desde 1980, la popularidad de los nombres femeninos terminados en -ko ha decaído de manera drástica para las recién nacidas e incluso algunas mujeres adultas eliminan el -ko de sus nombres.[cita requerida] Otros ideogramas populares para finalizar nombres femeninos son -ka (香 «esencia», «perfume» o -hana 花 / 華 «flor», etc.) y -na (奈 o 菜, que significa «vegetales»).

## Composición

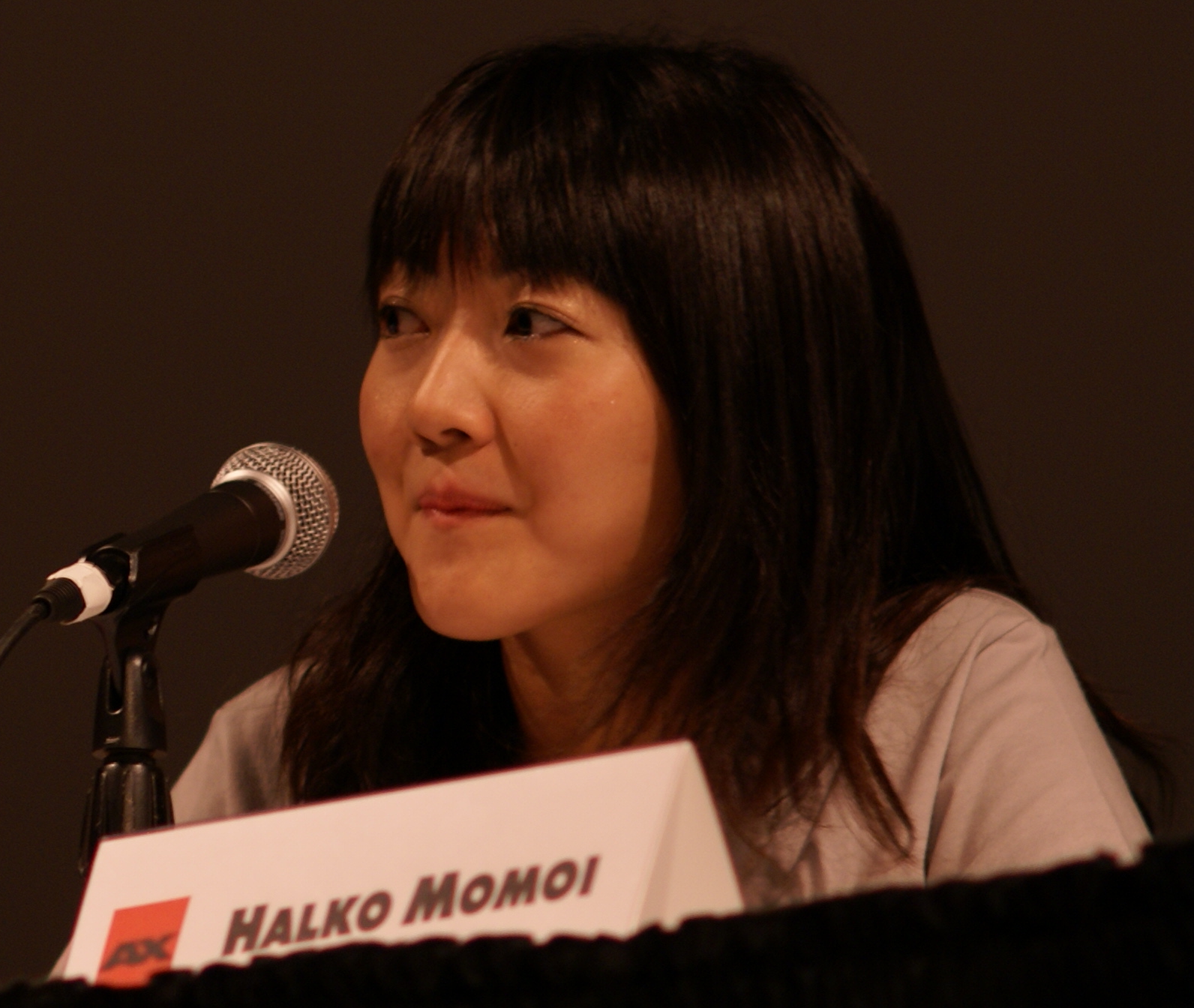
Haruko Momoi en el AnimeExpo 2007 en Los Ángeles. Su tarjeta con nombre dice «Halko Momoi», en el orden occidental; en japonés su nombre es 桃井はるこ Momoi Haruko.

La composición de los nombres japoneses es má simples que en otras culturas. Las personas de ambos sexos tienen un apellido y un nombre propio; a excepción de la familia imperial, cuyos miembros no tienen apellido. El nombre propio en japonés se denomina namae (名前 なまえ?) o shita no namae (下の名前 したのなまえ?). El apellido se denomina myōji (苗字, 名字 みょうじ?). Al escribir en japonés, el apellido precede al nombre propio. Hay un número reducido de nombres que se pueden utilizar ya sea como apellidos o nombres propios; por ejemplo, Kaneko (金子 かねこ?) o Masuko (益子 ますこ?).[cita requerida] Sin embargo, los distintivos patrones que siguen los apellidos y nombres japoneses hacen que, para quienes estén familiarizados con ellos, sea bastante evidente cuál es el apellido y cuál es el nombre propio, sin importar en qué orden se presentan.

## Caracteres
Los nombres japoneses se escriben comúnmente en kanji, aunque hay nombres que se escriben en hiragana o katakana. Si bien los nombres más «tradicionales» emplean la lectura kun'yomi (lectura japonesa) de los kanji, existe una gran cantidad de nombres que también se valen de la lectura on'yomi (lectura china). Muchos otros emplean lecturas que se encuentran únicamente en nombres (nanori), como el nombre femenino Nozomi (希). La mayor parte de los nombres se compone de uno o dos kanji. Hay algunos que constan de tres caracteres, como Sasaki (佐々木), Igarashi (五十嵐), Hon'inbō (本因坊, el apellido de una famosa familia de jugadores de go), Shōji (東海林), Gushiken (具志堅), Yosano (与謝野) y Kindaichi (金田一). Existe también un cierto número de apellidos compuestos por cuatro kanji, como Mukainakano (向井中野), pero son relativamente raros.
Los nombres propios femeninos generalmente terminan en la sílaba ko, escrita con el kanji que significa «niña» (子). Esto era mucho más habitual hasta la década de los 80, pero en la práctica continúa hoy en día. Los nombres propios masculinos ocasionalmente terminan con la sílaba ko, pero es muy raro que lo hagan con el kanji 子; más aún, si un nombre masculino termina en ko, en realidad termina en hiko, empleando el kanji 彦).
Los nombres masculinos generalmente terminan en -shi u -o; siendo además los nombres que terminan en -shi mayoritariamente verbos. Por ejemplo, Atsushi, que puede significar «ser devoto». Antiguamente (antes de la Segunda Guerra Mundial), los nombres femeninos escritos en katakana eran comunes, pero esta tendencia parece haber perdido apoyo. Los nombres femeninos escritos en hiragana son bastante frecuentes. Nombres masculinos escritos en kana, especialmente en hiragana, han sido muy raros a lo largo de la historia. Esto se puede deber a que se considera a la escritura en hiragana como algo femenino: en el Japón medieval, las mujeres comúnmente no aprendían a escribir kanji y solo empleaban el silabario hiragana.
Los nombres no pueden comenzar con la sílaba n (ん、ン), como ocurre con el resto de palabras en el japonés. Una n al final de un nombre es bastante común y ejemplo de ello son los nombres masculinos Ken, Kon, Shin, Jun y Den. La sílaba n no debe ser confundida con la consonante "n", con la cual los nombres pueden empezar, por ejemplo, el nombre femenino de Naoko (尚子) o el nombre masculino de Nobunaga (信長). (La consonante "n" debe ser emparejada con una vocal para formar una sílaba).
Una cantidad considerable de apellidos puede categorizarse como los apellidos -tō. El kanji 藤, cuyo significado es glicinia, tiene como on'yomi la sílaba -tō (con rendaku, -dō). Muchas personas en Japón tienen apellidos que cuentan con ese kanji como segundo carácter. Esto se debe a que el clan Fujiwara (藤原家) dio a sus samuráis apellidos que terminaran con el primer kanji del apellido del clan, para dar a conocer su posición social en una época en la que los plebeyos no podían tener apellidos. Ejemplos de estos apellidos son Atō, Andō, Itō (aunque también es común el uso de otro kanji al final), Udō, Etō, Endō, Gotō, Katō, Kitō, Kudō, Kondō, Saitō, Satō, Shindō, Sudō, Naitō, Bitō y Mutō. Como se puede ver en la lista anterior, muchos de los apellidos más comunes se encuentran en ella.

### Dificultades en la lectura de los nombres
Un nombre escrito en kanji puede tener más de una pronunciación, pero solo una de ellas es correcta para un individuo determinado. De manera inversa, un nombre se puede representar con muchísimos kanji y, nuevamente, solo una de estas representaciones es correcta para un individuo en particular. Por ejemplo, el kanji 一, cuando se usa en nombres propios masculinos, se emplea como la forma escrita de Hajime, Ichi, Kazu, Hitoshi y otros más. El nombre Hajime se puede escribir también con los kanji 始, 治, 初 y muchos otros. Esta relación «muchos a muchos» entre la manera en que se pronuncia un nombre y la manera en que se escribe es más frecuente en los nombres propios masculinos que en los apellidos y los nombres propios femeninos, pero hay casos en todos ellos. Esto hace que ordenar, pronunciar y transliterar los nombres japoneses sea algo bastante difícil. Por este motivo, los formularios y documentos siempre cuentan con espacios (llamados furigana) para escribir la pronunciación del nombre, por lo general en hiragana.
Ciertos apellidos emplean caracteres en estilo antiguo o en desuso. Por ejemplo, el carácter shima (isla) puede ser escrito con 嶋 en lugar de 島, que es su forma más común actualmente. Algunos nombres también se escriben con kanji poco comunes. Estos caracteres generalmente no figuran en ciertos conjuntos de caracteres limitados, aunque lo más probable es que existan en Unicode. En el pasado, esto dificultaba el escribir nombres en una computadora si no existían estas versiones de los caracteres. Sin embargo, las personas cuyos nombres cuentan con caracteres poco frecuentes no los reemplazarán por otros similares.
Un ejemplo de ello es el apellido Saitō. Si bien hay más de 100 caracteres que se leen como sai y más de 200 que se leen como tō, solo 4 de estos sai se pueden emplear para el apellido. El problema radica en que cada uno de estos caracteres tiene un significado distinto: el sai de 8 trazos (斉) significa «juntos» o «paralelo», el sai de 11 trazos (斎) significa «purificar», el sai de 21 trazos significa «pagar» y el sai de 23 trazos significa «ensalada». Si bien los dos últimos no son comunes en los apellidos, confundir los dos primeros caracteres sería un error vergonzoso y podría interpretarse como un insulto, pues generalmente los apellidos dan a conocer la historia de la familia.
En ocasiones, los apellidos se escriben con caracteres muy particulares independientemente de su pronunciación, en una práctica llamada ateji.

### Normativas
Es el Gobierno japonés el encargado de normalizar el uso de kanji en los nombres. Hasta octubre de 2004, existen oficialmente 2232 «kanji para nombres», denominados jinmeiyō kanji (人名用漢字?  tdl. ‘kanji para uso en nombres’) que se emplean en los nombres propios. El Gobierno a futuro planea agregar 578 kanji adicionales a la lista. Esta sería la modificación más significativa desde la Segunda Guerra Mundial. Solo los kanji que figuran en la lista oficial se pueden emplear en los nombres propios. Esta medida es para asegurar que las personas que dominan el idioma japonés puedan leer y escribir los caracteres. Hay medidas que también controlan nombres que se consideran poco adecuados; por ejemplo, en 1993 se le prohibió a una pareja dar a su hijo el nombre de Akuma (que significa «demonio», 悪魔 en kanji).
Actualmente, el Gobierno japonés ha reducido el número de kanji que se pueden usar en nombres de infantes a 2230, pero muchos de los antiguos caracteres permanecen intactos en los nombres de adultos. Debido a lo confusas que han resultado estas restricciones, se han hecho cambios recientes que aumentan el número de kanji, en lugar de disminuirlo.
El plan para aumentar el número de kanji ha sido controvertido, en gran medida, por la propuesta de inclusión en la lista de los caracteres chinos que representan términos como «cáncer», «hemorroides», «cadáver» y «excremento», además de los jukugo (palabras compuestas por dos o más kanji) para «maldición», «prostituta» y «violación». Estas propuestas de inclusión se deben a que no se tomaron medidas para determinar si los kanji eran los más apropiados. Sin embargo, el gobierno solicitará los comentarios de la opinión pública antes de aprobar la lista.
Gran parte de las personas y organismos gubernamentales japoneses ha adoptado diversos procedimientos para enfrentar estos problemas. Por ejemplo, las libretas telefónicas generalmente cuentan con furigana o caracteres ruby, para ayudar a esclarecer la pronunciación del nombre. A quienes cuentan con la nacionalidad japonesa, también se les solicita entregar una versión romanizada de su nombre para el pasaporte. Recientemente, los medios de comunicación japoneses han empezado a emplear katakana para referirse a personajes que han conseguido reconocimiento internacional, lo que ha iniciado una moda entre los jóvenes socialités, que tratan de conseguir un aire cosmopolita al usar nombres escritos en katakana como un símbolo de estatus.
Los problemas antes descritos también se encuentran en la toponimia japonesa.
No todos los nombres y apellidos son complicados. Algunos apellidos de uso común se asocian al término mnemotécnico tanakamura («la villa en medio del campo»), que se compone de tres kanji: 田 (ta, «arrozal»), 中 (naka, «en medio» o «dentro de») y 村 (mura, «villa»). Agrupados en pares de manera indistinta, los tres kanji permiten componer varios apellidos comunes: Tanaka, Nakamura, Murata, Nakata, Muranaka y Tamura.

## Costumbres
En tiempos antiguos, los habitantes del Japón eran considerados propiedad del emperador y su apellido reflejaba la tarea que desempeñaban en el gobierno; un ejemplo de esto es el apellido Otomo (王供 en kanji, おおとも en hiragana). Muchos apellidos fueron derivados de sus equivalentes chinos y coreanos. Ejemplos de esto son Kaneshiro (金城) y Chan, respectivamente.
Hasta la Restauración Meiji, la gente común de Japón (aquellos que no eran parte de la aristocracia o de la clase militar) no tenía apellido y empleaban sustitutos (por ejemplo, su lugar de nacimiento) en caso de requerirle. Por ejemplo, si Ichirō nació en Asahi mura (en la villa Asahi) en la provincia de Musashi, se le llamaría «Ichirō de Asahi-mura en Musashi». En el caso de los comerciantes, recibían el nombre de sus tiendas: Si Denbei fuese el propietario de la tienda Sagamiya, le llamarían Sagamiya Denbei. Los granjeros empleaban un sistema patronímico. Por ejemplo, si Fujida fuese hijo de Doiji, se le llamaría «Fujida, hijo de Doiji». Tras la restauración Meiji, el gobierno ordenó que todos los plebeyos agregaran apellidos a sus nombres propios: mucha gente adoptó apellidos históricos, mientras otros los crearon por su cuenta o solicitaron a un sabio local que les creara uno. Esto explica, parcialmente, la gran cantidad de apellidos en Japón, así como la gran variedad de pronunciaciones.
Durante la época en que los matrimonios acostumbraban tener muchos hijos, una práctica habitual era dar a los hijos un nombre con un numeral seguido por el ideograma rō (郎, «hijo»). Así, el primer hijo se llamaría «Ichirō», el segundo sería «Jirō» y así sucesivamente. Las hijas generalmente recibían nombres con el sufijo ko (子, «niña»); esto no debe confundirse con el sufijo masculino hiko (彦), que es menos frecuente. Ambas costumbres se han vuelto menos frecuentes, aunque aún hay niños cuyos nombres siguen los patrones antes mencionados.

### Títulos
En las familias, los miembros más jóvenes por lo general se dirigen a sus mayores empleando un título en lugar de sus nombres, ej. okāsan («madre») u onīsan («hermano mayor»). Los miembros de mayor edad de una familia se refieren a los más jóvenes empleando sus nombres propios. Fuera del núcleo familiar, la gente se dirige entre sí usando el apellido (村田さん Murata-san), por jerarquía (ej. 先生 sensei, «profesor») o una combinación de ambas (村田先生 Murata-sensei). Los nombres propios se emplean cuando se hace referencia a amigos adultos o a niños. Ya sea en el japonés hablado o escrito, los nombres comúnmente van acompañados de algún sufijo honorífico, ya sea este un título (先生 sensei) o un honorífico más general, como -san (さん), -kun (くん、君) o -chan (ちゃん).
Los títulos honoríficos no se emplean cuando se hace referencia a alguien del «grupo cercano» con alguien de un «grupo lejano». Por ejemplo, un empleado, si habla a un visitante o cliente de otra compañía, hablaría de su superior directo o del mismísimo presidente de la compañía sin necesidad de emplear algún título honorífico. En el vínculo entre una esposa y su esposo, los honoríficos pueden dejarse de lado. Algunas personas, especialmente los niños, pueden ser llamados por una versión abreviada de su nombre, agregando por lo general sokuon (un tsu pequeño) y un honorífico como chan. Por ejemplo, Satchan para Sachiko, Akki para Akihito, Takkun para Takuya, Katchan para Kazuya y así sucesivamente.
Por lo general, los japoneses evitan referirse a otros por su nombre, por lo que se valen del uso de títulos. Tal como se mencionó antes, dos instancias que reflejan esto son el uso de sensei (先生) y otros términos relacionados. Senpai (先輩, «quien nos precede»), de manera similar, reemplaza frecuentemente el uso de un nombre, en especial en situaciones sociales que van desde la escuela primaria hasta en el lugar de trabajo. En el día a día, el lugar de trabajo y en los medios de comunicación existen más ejemplos acerca de personas empleando títulos similares para referirse a otra persona, como: kachō, buchō, torishimari, senmu (専務), shachō (社長), tōdori, kyōdō, gakubuchō (títulos jerárquicos en empresas y escuelas), senshu, tōshu, kantoku, sekitori (títulos empleados para quienes practican deportes) y un gran listado de otras palabras que se emplean en lugar de un nombre.
Si bien familiares, esposos y amantes a veces se llaman por su nombre propio, su uso es poco frecuente, incluso entre amigos cercanos; la mayor parte de las personas se llama entre sí empleando el apellido más el título -san (Tanaka-san). Una excepción a ello son las niñas en edad escolar, que por lo general se llaman entre sí empleando el nombre propio más el título diminutivo -chan. Incluso dentro de la propia familia, hay una marcada tendencia a evitar el uso de nombres en favor de títulos como «hermano mayor» (oniisan), «hermana mayor» (oneechan), «hermana menor» (imōto) y similares. Es común que algunas personas, especialmente personas de edad avanzada, no estén seguras del nombre propio de sus amistades.
El sufijo -san (さん), que equivale a «señora», «señor» y «señorita»; es la manera acostumbrada de dirigirse a una persona por su nombre. Este sufijo se emplea tanto en nombres propios como en apellidos y su no uso se conoce como 呼び捨て (yobisute, cuyo significado literal es «desechar el nombre») y puede ser considerada como una gran descortesía, de acuerdo a la jerarquía de la persona a la que se dirige. El equivalente formal de -san es 様 (-sama) y el diminutivo afectuoso equivalente es ちゃん (-chan). Con los chicos y hombres jóvenes se emplea -kun (くん、君).

### Apodos
En el idioma japonés, es frecuente que se formen abreviaturas concatenando las primeras moras de dos o más palabras. Esta costumbre en ocasiones se emplea con nombres, especialmente con los de personajes famosos. Por ejemplo, Takuya Kimura (木村 拓哉, Kimura Takuya), un famoso actor y cantante, se convierte en Kimutaku (キムタク). Hay nombres de personajes extranjeros a los que también se aplica esta costumbre: Brad Pitt, cuyo nombre transliterado al japonés es Buraddo Pitto (ブラッド ピット), es generalmente conocido como Burapi (ブラピ); Jimi Hendrix, cuya abreviatura es Jimihen (ジミヘン). Algunos personajes japoneses cuentan con nombres que combinan kanji, katakana y hiragana, como Beat Takeshi, Marcy (Masashi Tashiro) y Martin (Masayuki Suzuki).

## Nombres de otros grupos étnicos en Japón
Algunas de las minorías étnicas que viven en Japón, principalmente coreanos y chinos, adoptan nombres japoneses para facilitar las comunicaciones y, en mayor manera, evitar la discriminación. Un ejemplo de lo anterior fue Masutatsu Ōyama. Sin embargo, hay unos pocos que mantienen sus nombres en la lengua materna. Entre ellos se encuentra Chang Woo Han, fundador y presidente de Maruhan Corp., una enorme cadena de locales de pachinko en Japón.
Sin embargo, la obtención de la ciudadanía japonesa requiere del uso de un nombre japonés. En las últimas décadas, el gobierno ha permitido a algunos individuos el adoptar simplemente versiones en katakana de sus nombres cuando postulan a la ciudadanía: Martti Turunen, quien se convirtió en Tsurunen Marutei (ツルネン マルテイ) es un ejemplo famoso. Otras personas escogen emplear kanji que asemejan fonéticamente a su nombre original; un ejemplo de ello es David Aldwinckle, quien se convirtió en Arudou Debito (有道出人). Incluso hay quienes decidieron adoptar nombres japoneses tradicionales, como Lafcadio Hearn, quien empleaba el nombre Koizumi Yakumo (小泉 八雲). En aquella época, para obtener la ciudadanía japonesa, se requería ser adoptado por una familia japonesa (en el caso de Hearn, la de su esposa) y tomar su apellido.
En ocasiones, chinos y coreanos que viven en Japón deben cambiar los kanji que componen sus nombres si desean obtener la ciudadanía, dadas las normativas que existen respecto a los caracteres permitidos para uso en nombres.
Aquellos individuos nacidos en el extranjero, con un nombre occidental y apellido japonés, reciben un nombre en katakana y escrito de manera occidental cuando se hace referencia a ellos en idioma japonés. Por ejemplo, Eric Shinseki es mencionado como エリック シンセキ (Erikku Shinseki).
Desde 2001, existe una restricción en el uso del carácter «v» en el nombre de una persona, a menos que uno de sus padres sea de origen extranjero. El katakana más cercano al carácter «v» es ヴ, que puede ser transliterado como «v» o «b». Esto afecta la entrega del pasaporte japonés o de cualquier otro documento en que se entregue una versión en romaji del nombre; pues la letra v es reemplazada por b. Esto afecta nombres como Víctor, que sería transliterado como Bikutoru.

## Nombres de la familia imperial
Por motivos históricos, tanto el emperador japonés como el príncipe heredero no tienen apellidos, solo un nombre propio que termina con el kanji 仁 (hito), de uso exclusivo en los varones de la familia imperial, como en Hirohito (裕仁), este kanji simboliza a un hombre conectando el cielo y la tierra, haciendo alusión al origen divino de la familia imperial. Aunque los japoneses no suelen usar los nombres y prefieren hablar de «El Emperador» o «El príncipe heredero», de manera respetuosa y como una medida de educación.
Cuando hay un nacimiento en la familia imperial, el recién nacido recibe un nombre propio común así como un apellido imperial. Por ejemplo, Akihito recibió el nombre Tsugo-no-miya Akihito y le llamaban «príncipe Tsugo» en su infancia. El apellido imperial se emplea hasta que el individuo se convierte en heredero al trono o hereda uno de los nombres históricos de los príncipes (常陸 Hitachi, 三笠 Mikasa, 秋篠 Akishino, etc.).
Muchos de los miembros de la extensa familia imperial se convirtieron en ciudadanos comunes y corrientes después de la Segunda Guerra Mundial y adoptaron sus apellidos imperiales como apellidos regulares. Un ejemplo de esto es Yasuhiko Asaka.

## Nombres históricos
La estructura actual de los nombres japoneses (apellido + nombre propio) no se materializó sino hasta la década de 1870, cuando el gobierno creó el nuevo sistema de registro familiar.
En el Japón feudal, los nombres reflejaban el lugar que una persona tenía en la jerarquía social. También ayudaban a determinar si el individuo pertenecía a las diversos gremios y órdenes existentes, ya fuesen esta organización budista, sintoísta, feudal-militar, confucionista-académica, mercantil, de plebeyos, de esclavos o imperial.
Antes de la era feudal, los nombres de los clanes japoneses figuran de manera destacada en la historia: los nombres que cuentan con no se clasifican en esta categoría. (No significa de. Si bien la asociación entre el nombre y la pertenencia en el idioma japonés no corresponde a lo que acostumbramos a usar en el idioma español y la referencia no es tan explícita). Así, Minamoto no Yoritomo era Yoritomo (頼朝) del clan Minamoto (源). Otros ejemplos del mismo estilo son Fujiwara no Kamatari, Ki no Tsurayuki (紀 貫之) y Taira no Kiyomori (平 清盛).

## Nombres profesionales
Actores y actrices, tanto del drama occidental como japonés; comediantes; luchadores de sumo y cultores de las artes tradicionales emplean comúnmente nombres profesionales. Los actores de kabuki emplean alguno de los apellidos tradicionales, como Nakamura (中村), Bandō u Onoe.